# Rémi Abgrall
Rémi Abgrall (1961) è un matematico francese.
È noto per i suoi contributi alla fluidodinamica computazionale, all'analisi numerica delle leggi di conservazione, dei flussi multifase e delle equazioni di Hamilton-Jacobi. Dal 2015 è editor in chief del Journal of Computational Physics e fa parte del comitato editoriale di diverse riviste scientifiche internazionali. Nel 2014 è stato invited speaker al Congresso Internazionale di Matematica a Seoul. È autore di oltre 100 articoli scientifici pubblicati su riviste internazionali. È editore di 4 libri e autore di un libro su argomenti avanzati riguardanti la fluidodinamica computazionale, gli schemi di alto ordine e le leggi di conservazione.

## Istruzione e carriera
Abgrall ha conseguito la laurea in matematica presso l'École normale supérieure de Saint-Cloud nel 1985 e il dottorato di ricerca presso l'Università Pierre e Marie Curie nel 1987 con una tesi dal titolo Conception d'un modèle semi-lagrangien de turbulence bidimensionnelle. Ha lavorato come ricercatore in ONERA e poi in Inria. Dal 1996 al 2013 è stato professore all'Università di Bordeaux 1 e poi all'Institut polytechnique de Bordeaux. Dal 2014 è professore di analisi numerica all'Università di Zurigo.
Nel 2001 ha ricevuto il Prix Blaise-Pascal dall'Accademia francese delle scienze . È membro onorario dell'Institut Universitaire de France. Nel 2008 ha ottenuto un grant CORDIS dal Consiglio europeo della ricerca. È stato eletto Fellow della Society for Industrial and Applied Mathematics, nella Classe 2022 dei SIAM Fellow, "per contributi fondamentali nello sviluppo di metodi numerici per le leggi di conservazione, in particolare per i flussi multifluido e gli schemi di distribuzione dei residui".